# Pyrola calliantha
Pyrola calliantha är en ljungväxtart som beskrevs av Heinrich Andres. Pyrola calliantha ingår i släktet pyrolor, och familjen ljungväxter. Inga underarter finns listade i Catalogue of Life.